# おはよう!スパンク
『おはよう! スパンク』は、原作：雪室俊一、作画：たかなし♥しずえによる日本の漫画作品。およびそれを原作としたテレビアニメ、アニメ映画。『なかよし』（講談社）にて、1978年から1982年まで連載され、テレビアニメは1981年から1982年まで放送された。
なお、漫画の連載はいったん終了し、講談社から当時刊行されたKCなかよしの単行本4巻にも「おわり」と記載されていたが、1980年に再開され単行本は7巻まで刊行された。また、1999年には同社から文庫コミックが全4巻で刊行されている。
1981年（昭和56年）度、第5回講談社漫画賞少女部門受賞。
2022年、本作の連載がプレ45周年を迎えたことを記念し、『なかよし』9月号より2023年8月号まで『おはよう！スパンク てくてく』が期間限定連載された。

## ストーリー
海で父が行方不明になった愛子。母が帽子のデザインの仕事でフランスに渡るため、画家である伯父・藤波の家で暮らすことになる。
引っ越し早々交通事故で飼い犬パピーを失った愛子は、海岸に住みついているへんてこな白い野良犬、スパンクと出会う。自分も飼い主を海で亡くしていたスパンクは、自分なりに愛子を励まそうとする。お節介でドジだが憎めないスパンクに愛子は心を開き、一緒に暮らし始める。
スパンクたち犬や猫はときには人語を解し、二足歩行し簡単な調理までこなすが、意図が愛子たちに伝わらなかったり、必ずしも信じてもらえず、あるいはお節介や勇み足などから小さな騒動を起こす。

## 登場人物
以下の登場人物はアニメ版のものであり、原作とは設定や名前が一部異なっている。
スパンク
声 - つかせのりこ
主人公。人間のように振る舞い、二足歩行し、服を着てリュックを背負い、食事にはナイフやフォークを使い、幼児的な絵を描き、初歩的な読み書きや計算ができる犬。アニメでは日本語の幼児語を話すが、それは心象の表現として、あるいは動物同士での会話でのみ通じる。人間には言葉は通じていないが、飼い主の愛子や周りの人には、大体のニュアンスが通じている。犬ではあるが、人間の幼児のように描写されている。犬だが何故か猫のキャットにベタ惚れしている。モデルはオールド・イングリッシュ・シープドッグ。
森村 愛子
声 - 岡本茉利
スパンクの飼い主。初登場時13歳中学2年生。途中で14歳になる。パリ在住の母親にいつも手紙を書いていて、アニメ版では「ボンジュール、ママ」の書き出しで始まる。
お咲さん
声 - 京田尚子
藤波の家の家政婦。子供の頃の体験から、犬は苦手。
藤波
声 - 富山敬
画家で独身。愛子の母の兄。科子たちに絵を教えている。名前の由来は中日ドラゴンズの藤波行雄から。
キャット
声 - 鶴ひろみ
せりのの飼い猫。スパンクは「ミーちゃん」と呼んでいる。
トラ吉
声 - 松金よね子
スパンクの悪友である茶色いブチ猫。赤いネクタイをしめている。キャットをめぐっての恋敵。
芳村 科子
声 - 吉田理保子
亮一の幼馴染。藤波さんに絵を習っている関係で、愛子と友人になる。友人達からは「科ちゃん」と呼ばれている。
篠田 亮一
声 - 井上和彦
科子の幼馴染。藤波さんに絵を習っている関係で、科子同様に愛子と友人になる。
美原 せりの
声 - 松島みのり
気を引くために嘘をつくなど、人騒がせなお嬢様。
池上 玲
声 - 水島裕
愛子の憧れる男の人。ピアニストでヨットサーファー。海で遭難死したスパンクの元飼い主の弟。愛子にファーストキスした後、ウィーンに留学して去る。
池上 類
声 - 水島裕
玲の従弟。
大山
声 - 兼本新吾
トラ吉の飼い主で中学校の番長。愛子の同級生で、実家は大山荘という民宿を営んでいる。
先生
声 - 西川幾雄
塚原 誠也
声 - 中尾隆聖
愛子と同じクラスに転校してきた男子。愛子を「ワカメっ毛」と呼び憎まれ口をたたいている。
篠田 双葉
声 - 菅谷政子
亮一の妹。口調は乱暴で情報を提供する代わりにおやつを要求するなどちゃっかりしている。
警官
声 - 千葉繁
街の交番にいる。やや気難しい性格。
愛子の母
声 - 増山江威子
仕事である帽子のデザインの為、フランスのパリに在住している。

## 番外編
スパンクのWAOWAO探偵団
「おはよう!スパンク はみだし編」のサブタイトルがつけられている。初出は『なかよし』1980年9月号のなかよしオリジナルコミックス（別冊ふろく）。
単行本は講談社コミックスなかよしより1981年8月5日に第1刷が刊行。読み切り作品「1月なかば春の色」（なかよしデラックス1979年1月号掲載）が同時収録されている。

### ストーリー
スパンクの飼い主である森村愛子が夏休みにパリに行っている間、小杉庸子という少女が代わりにスパンクの飼い主になる。その後、スパンクは誘拐事件に巻きこまれてしまう……という話。これ以降愛子は原作にはしばらく登場しないが、物語の終盤になって再登場している。

## アニメ
1981年3月7日から1982年5月29日にかけて、毎週土曜日19:00 - 19:30に、朝日放送（ABC）・テレビ朝日系列で、全63話放送された。また、系列外局でも遅れネットで放送した局もある。放送期間が延長されたが、その一方で、スパンクのぬいぐるみの売れ行き低迷に悩まされたという。なお、関連商品自体は売れていたという話もある。

### スタッフ
- プロデューサー：村沢禎彦（朝日放送）、荻野宏（旭通信社）、仙石鎮彦（東京ムービー新社）
- 原作：たかなし♥しずえ、雪室俊一
- 作画監督：香西隆男
- 美術監督：龍池昇
- 録音監督：山田悦司
- 撮影監督：宮内征雄
- 音楽：馬飼野康二、上野哲生
- 選曲：東上別符精
- 制作担当：向坪利次
- 文芸担当：山崎敬之
- チーフディレクター：吉田しげつぐ
- 原画：端名貴勇、荒牧園美、今沢恵子、平田かおる、小和田良博、川筋豊、中島ゆう子、緒方泰彦、ましろ純 他
- 動画：家野尚代、古川みや子、小松良江、岩井美登理、宮脇貴子、伊藤ひろ子、吉沢政江、子椋真由美、宮田輝子、新屋真智子、小玉秀子、さかいまゆみ、小野島二美子、寺田雅俊 他
- 仕上：山名公枝、長尾美代子、中峯みどり、斎藤圭子、大野嘉代子、小泉純子、三浦誠、竹内延之、小野裕子 他
- 背景：張本元、臼田純子、長坂真也、中村美子、曽我元、横山幸博、樋口尚子、白華幸子、菅原聖二、熊谷貞子、小高正夫、塀内夏子 他
- 撮影：スタジオコスモス、高橋プロダクション
- 編集：掛須秀一
- 演出助手：奥脇雅晴
- 制作進行：森田清之、斉藤俊哉、森田和芳 他
- 録音：東北新社
- 効果：倉橋静男（東洋音響）
- 録音技術：小野敦志
- タイトル：高具アトリエ
- 現像所：東京現像所
- 企画・製作：朝日放送、旭通信社、東京ムービー新社

### 主題歌・挿入歌
オープニングテーマ - 『おはよう! スパンク』
作詞 - 荒木とよひさ / 作曲・編曲 - 馬飼野康二 / 歌 - 井上望
エンディングテーマ
『ダ行のスパンク』（第1話 - 第28話）
作詞 - 倉久兼人、荒木とよひさ / 作曲・編曲 - 馬飼野康二 / 歌 - つかせのりこ
『スパンクの百面相』（第29話 - 第63話）
作詞 - 立原澪 / 作曲 - 藤山節雄 / 編曲 - 馬飼野康二 / 歌 - つかせのりこ
挿入歌
『愛子のテーマ 心の扉を誰かがたたく』
作詞 - 荒木とよひさ / 作曲・編曲 - 馬飼野康二 / 歌 - 井上望
『赤いネコタイ トラ吉さん』
作詞 - 東京ムービー、荒木とよひさ / 作曲・編曲 - 馬飼野康二 / 歌 - 松金よね子
『猫に恋したヘンな犬』
作詞 - 東京ムービー、荒木とよひさ / 作曲・編曲 - 馬飼野康二 / 歌 - つかせのりこ、鶴ひろみ
アレンジ - 『おはよう!スパンク』
作詞 - 荒木とよひさ / 作曲 - 馬飼野康二 / 編曲 - 中田雅敏 / 歌 - 皆口裕子
※CD とうきょうデンキKIRAKIRA合唱団「THE TV SHOW」（1995年 TDK）に収録。
主題歌を収録したEPレコードは、OPとEDを収録した3枚がそれぞれ、挿入歌1曲ずつと合わせた形で別々に発売された（『愛子のテーマ～』は、『おはよう!スパンク』と同一のEPに収録）。

### LPレコード
1981年、ビクター音楽産業から発売。副題は「歌と詩集（ポエム）」
A面は歌が6曲、B面は愛子の詩集（ポエム）として岡本茉利のナレーションにBGM（本編中のBGMかどうか不明）が収録された。
A面
1. OP おはよう! スパンク
2. 愛子のテーマ 心の扉を誰かがたたく
3. 猫に恋したヘンな犬
4. 赤いネコタイ トラ吉さん
5. ED（後期） スパンクの百面相
6. ED（前期） ダ行のスパンク

B面
1. 朝の砂浜（作詞 - 立原澪 / 作曲・編曲 - 上野哲生）
2. ヨットハーバーの風（作詞 - 立原澪 / 作曲・編曲 - 上野哲生）
3. 海と愛子とスパンク（作曲 - 馬飼野康二、上野哲生 / 編曲 - 上野哲生）
4. 荒れた海（作曲 - 上野哲生）
5. 悲しみの海（作詞 - 立原澪 / 作曲・編曲 - 上野哲生）
6. 夕暮れの砂浜（作詞 - 立原澪 / 作曲・編曲 - 上野哲生）

### 各話リスト
| 話数 | 放送日        | サブタイトル                           | 脚本     | 絵コンテ       | 演出           |
| ---- | ------------- | -------------------------------------- | -------- | -------------- | -------------- |
| 1    | 1981年 3月7日 | ついに上陸!! 珍犬センプウ              | 金子裕   |                | 吉田しげつぐ   |
| 2    | 3月14日       | またまた来ましたワン                   | 金子裕   |                | 吉田しげつぐ   |
| 3    | 3月21日       | ワンダフル珍入生                       | 篠崎好   | 三家本泰美     | 吉田しげつぐ   |
| 4    | 3月28日       | まさか恋? んなバカな!                  | 篠崎好   |                | 井内秀治       |
| 5    | 4月4日        | ニャンと決闘だワン!                    | 金子裕   | 吉田しげつぐ   |                |
| 6    | 4月11日       | 愛ちゃんの初恋?                        | 金子裕   | 吉田しげつぐ   | 河島三郎       |
| 7    | 4月18日       | 愛ちゃんのためならワンパターン         | 篠崎好   |                | 石崎すすむ     |
| 8    | 4月25日       | 海が吠えてる! 心配だワン               | 篠崎好   | 井内秀治       |                |
| 9    | 5月2日        | ギャワーン! ヨットが燃えちゃウー       | 桜井正明 | 出﨑哲         |                |
| 10   | 5月9日        | ボクだって ちゃんとできるよ電話番      | 金子裕   | 石崎すすむ     |                |
| 11   | 5月16日       | 恋に破れてバーベキュー                 | 金子裕   | 河島三郎       | 吉田しげつぐ   |
| 12   | 5月23日       | さようなら 高原の思い出                | 金子裕   |                | 奥脇雅晴       |
| 13   | 5月30日       | さっそう! ボクは警察犬                 | 篠崎好   | はしもとなおと |                |
| 14   | 6月6日        | ウフフ… 私は誰でしょう?                | 篠崎好   | 吉田しげつぐ   |                |
| 15   | 6月13日       | ポロッ 愛ちゃんがパリへ                | 篠崎好   | 井内秀治       |                |
| 16   | 6月20日       | かわいいともだち バロン                | 金子裕   | 石崎すすむ     |                |
| 17   | 6月27日       | あいつの秘密                           | 金子裕   | 西牧ひでお     | 山口秀憲       |
| 18   | 7月4日        | ワンとなくクリスタル                   | 桜井正明 | 寺田はじめ     | はしもとなおと |
| 19   | 7月11日       | ボクは名探偵                           | 篠崎好   | 青木悠三       | 吉田しげつぐ   |
| 20   | 7月18日       | ジャックとまめな犬                     | 金子裕   | 佐々木正広     | 秦義人         |
| 21   | 8月1日        | 勝っても負けても 夏休み                | 篠崎好   |                | 出崎哲         |
| 22   | 8月8日        | お咲さんの一番長い日                   | 朝倉千筆 | 井内秀治       |                |
| 23   | 8月15日       | 愛ちゃんのアルバイト                   | 篠崎好   | 山吉康夫       | 山口秀憲       |
| 24   | 8月22日       | 愛ちゃんのパパ                         | 篠崎好   | 寺田はじめ     | はしもとなおと |
| 25   | 8月29日       | 夏が行っちゃう!さびしいワン            | 金子裕   |                | 吉田しげつぐ   |
| 26   | 9月5日        | エヘン!ボクは天才画家                  | 桜井正明 | 石崎すすむ     |                |
| 27   | 9月12日       | 恐怖の模擬テスト                       | 朝倉千筆 | 奥脇雅晴       |                |
| 28   | 9月19日       | モデルはコリゴリ 座敷ブタ              | 篠崎好   | 井内秀治       |                |
| 29   | 9月26日       | ボクは二枚目 大スター                  | 朝倉千筆 | 佐々木正広     | 出崎哲         |
| 30   | 10月3日       | ワォ! おじ様に青い目の恋人?            | 金子裕   |                | はしもとなおと |
| 31   | 10月10日      | 無人島! 冒険・探検・大嵐               | 桜井正明 | 秦義人         |                |
| 32   | 10月17日      | カゼなんか ひいちゃいられない          | 朝倉千筆 | 高田速人       | 山口秀憲       |
| 33   | 10月24日      | おめでとう! 科ちゃん入賞               | 金子裕   |                | 石崎すすむ     |
| 34   | 10月31日      | エーッ! お咲さんにラブレター           | 朝倉千筆 | 阿野誠人       |                |
| 35   | 11月7日       | バァ!コンニチワ 犬ぎらい先生           | 篠崎好   | 河島三郎       | 出崎哲         |
| 36   | 11月14日      | K・O（ノック・アウト）! 赤ちゃんパワー | 朝倉千筆 | 内田有紀彦     | はしもとなおと |
| 37   | 11月21日      | ボクにまかせて!ツッパリ君              | 篠崎好   |                | 山吉康夫       |
| 38   | 11月28日      | こっちを向いて!美犬ギャル              | 金子裕   | 青木悠三       | 奥脇雅晴       |
| 39   | 12月5日       | ラブミー!ファンファン                  | 金子裕   |                | 石崎すすむ     |
| 40   | 12月12日      | 声のお便りラジカセ大騒動               | 朝倉千筆 | 奥脇雅晴       | 出崎哲         |
| 41   | 12月19日      | やっぱりサンタはやって来た!            | 朝倉千筆 |                | はしもとなおと |
| 42   | 12月26日      | さよならはショッパイ涙                 | 桜井正明 | 寺田憲史       | 山口秀憲       |
| 43   | 1982年 1月9日 | オモチも夢もふくらんだ                 | 篠崎好   |                | 石崎すすむ     |
| 44   | 1月16日       | すべってころんで銀世界                 | 篠崎好   | 河島三郎       | 奥脇雅晴       |
| 45   | 1月23日       | エーッ!せりのちゃんユーカイ事件        | 篠崎好   | 奥脇雅晴       | 出崎哲         |
| 46   | 1月30日       | ボクが作ったワンバーグ                 | 朝倉千筆 |                | はしもとなおと |
| 47   | 2月6日        | ニャニ?スパンク警察犬!                 | 朝倉千筆 | 山吉康夫       |                |
| 48   | 2月13日       | わんダーランドのスパンク               | 朝倉千筆 | 青木悠三       |                |
| 49   | 2月20日       | ニャンともワンとも大失敗               | 朝倉千筆 | 石崎すすむ     |                |
| 50   | 2月27日       | 空とぶスーパードッグ                   | 桜井正明 | 出崎哲         |                |
| 51   | 3月6日        | ンちゃ! たれ耳ブタンク                 | 桜井正明 | はしもとなおと |                |
| 52   | 3月13日       | スパンクのまぶたの母                   | 篠崎好   | 河島三郎       | 奥脇雅晴       |
| 53   | 3月20日       | 父兄懇談会はママと一緒に               | 篠崎好   | 河島三郎       | 山口秀憲       |
| 54   | 3月27日       | アイ・ラブ! ひよこちゃん               | 朝倉千筆 | 石原泰三       | 奥脇雅晴       |
| 55   | 4月3日        | トラ吉のおっ母ニャン                   | 朝倉千筆 |                | 出崎哲         |
| 56   | 4月10日       | 遊園地のわんパターン!                  | 吉田明史 | 青木悠三       | はしもとなおと |
| 57   | 4月17日       | モーレツ メン鳥登場                    | 朝倉千筆 |                | 石崎すすむ     |
| 58   | 4月24日       | 真犯人はメガネザル                     | 金子裕   | 河島三郎       | 奥脇雅晴       |
| 59   | 5月1日        | かわいい!? サルまねザル                | 朝倉千筆 | 寺田憲史       | 山口秀憲       |
| 60   | 5月8日        | あばよ! ブタ犬、ワカメッ毛             | 朝倉千筆 | 小和田良博     | 出崎哲         |
| 61   | 5月15日       | ニャンと! スパンクの心の旅路           | 篠崎好   | 青木悠三       | はしもとなおと |
| 62   | 5月22日       | あこがれはフランスパンに乗って         | 朝倉千筆 |                | 奥脇雅晴       |
| 63   | 5月29日       | さよならスパンクまた来てニャン!        | 金子裕   | 吉田しげつぐ   |                |

### ネット局
系列は現在のもの。放送時間は個別に出典が提示されているものを除き、1981年11月中旬 - 12月上旬時点のものを使用する。
| 放送対象地域  | 放送局             | 系列                                         | 放送時間                                                                                                  | 備考                                                                         |
| ------------- | ------------------ | -------------------------------------------- | --- | ---------------------------------------------------------------------------- |
| 近畿広域圏    | 朝日放送           | テレビ朝日系列                               | 土曜 19:00 - 19:30                                                                                        | 制作局 現在の『朝日放送テレビ』                                              |
| 関東広域圏    | テレビ朝日         | テレビ朝日系列                               | 土曜 19:00 - 19:30                                                                                        |                                                                              |
| 北海道        | 北海道テレビ       | テレビ朝日系列                               | 土曜 19:00 - 19:30                                                                                        |                                                                              |
| 青森県        | 青森テレビ         | TBS系列                                      | 日曜 10:30 - 11:00                                                                                        | 1982年10月17日まで放送                                                       |
| 岩手県        | テレビ岩手         | 日本テレビ系列                               | 日曜 7:45 - 8:15                                                                                          |                                                                              |
| 宮城県        | 東日本放送         | テレビ朝日系列                               | 土曜 19:00 - 19:30                                                                                        |                                                                              |
| 秋田県        | 秋田テレビ         | フジテレビ系列                               | 日曜 6:15 - 6:45                                                                                          | 放送当時（1981年4月以降）はテレビ朝日系列とのクロスネット局                  |
| 山形県        | 山形テレビ         | テレビ朝日系列                               | 木曜 17:00 - 17:30                                                                                        | 放送当時はフジテレビ系列局                                                   |
| 福島県        | 福島放送           | テレビ朝日系列                               | 土曜 19:00 - 19:30                                                                                        | 1981年9月19日のサービス放送から。 1983年3月から6月までの再放送枠で全話放送。 |
| 山梨県        | 山梨放送           | 日本テレビ系列                               | 水曜 17:00 - 17:30                                                                                        |                                                                              |
| 新潟県        | 新潟総合テレビ     | フジテレビ系列                               | 木曜 17:25 - 17:55                                                                                        | 放送当時は日本テレビ（1981年3月まで）・テレビ朝日系列とのクロスネット局      |
| 長野県        | 信越放送           | TBS系列                                      | 火曜 17:25 - 17:55                                                                                        |                                                                              |
| 静岡県        | 静岡けんみんテレビ | テレビ朝日系列                               | 土曜 19:00 - 19:30                                                                                        | 放送当時の社名は『静岡県民放送』、現在の『静岡朝日テレビ』                   |
| 富山県        | 富山テレビ         | フジテレビ系列                               | 土曜 16:30 - 17:00（1981年6月13日から1982年3月20日まで） →土曜 6:45 - 7:15（1982年4月3日から8月28日まで） | 1981年6月13日から1982年8月28日まで放送。                                     |
| 石川県        | 石川テレビ         | フジテレビ系列                               | 土曜 7:30 - 8:00（1981年10月3日から1982年7月3日最終回まで）                                               | 1982年7月3日まで放送。なお、左記での放送時間は1981年10月3日から。            |
| 福井県        | 福井放送           | 日本テレビ系列                               | 水曜 17:00 - 17:30                                                                                        | 1981年10月7日から1982年10月20日まで放送。                                    |
| 中京広域圏    | 名古屋テレビ       | テレビ朝日系列                               | 土曜 19:00 - 19:30                                                                                        |                                                                              |
| 鳥取県 島根県 | 日本海テレビ       | 日本テレビ系列                               | 月曜 19:00 - 19:30                                                                                        | 放送当時は事実上テレビ朝日系列とのクロスネット局                             |
| 広島県        | 広島ホームテレビ   | テレビ朝日系列                               | 土曜 19:00 - 19:30                                                                                        |                                                                              |
| 香川県 岡山県 | 瀬戸内海放送       | テレビ朝日系列                               | 土曜 19:00 - 19:30                                                                                        |                                                                              |
| 愛媛県        | 愛媛放送           | フジテレビ系列                               | 木曜 17:25 - 17:55                                                                                        | 現在の『テレビ愛媛』                                                         |
| 高知県        | 高知放送           | 日本テレビ系列                               | 水曜 17:30 - 18:00                                                                                        |                                                                              |
| 徳島県        | 四国放送           | 日本テレビ系列                               | 土曜 17:30 - 18:00                                                                                        |                                                                              |
| 福岡県        | 九州朝日放送       | テレビ朝日系列                               | 土曜 19:00 - 19:30                                                                                        |                                                                              |
| 長崎県        | 長崎放送           | TBS系列                                      | 水曜 16:50 - 17:20                                                                                        |                                                                              |
| 熊本県        | テレビ熊本         | フジテレビ系列                               | 火曜 17:00 - 17:30                                                                                        | 放送当時は日本テレビ（1982年3月まで）テレビ朝日系列とのクロスネット局        |
| 大分県        | テレビ大分         | フジテレビ系列 日本テレビ系列                | 金曜 17:30 - 18:00                                                                                        | 放送当時はテレビ朝日系列とのクロスネット局                                   |
| 宮崎県        | テレビ宮崎         | フジテレビ系列 日本テレビ系列 テレビ朝日系列 | 月曜 - 土曜 7:30 - 8:00                                                                                   | 本放送終了後の1984年に帯放送                                                 |
| 鹿児島県      | 南日本放送         | TBS系列                                      | 水曜 17:25 - 17:55                                                                                        |                                                                              |
| 沖縄県        | 琉球放送           | TBS系列                                      | 木曜 17:30 - 18:00                                                                                        |                                                                              |

青森県、山形県、長野県、鹿児島県では放送当時テレビ朝日系列局が存在したが、いずれもクロスネット局だったため、編成やスポンサーセールス等の都合から、他系列局で放送した。テレビ岩手・山形テレビについては本番組開始以前にクロスネットながら系列局だった時期がある。

### 映画版
劇場版 おはよう!スパンク
1982年3月13日公開。

#### ストーリー
愛子は一人の少年に、スパンクはその少年の飼い犬であるアンナというメス犬に出会い、スパンクはアンナに一目惚れ。ある日、愛子たちのクラスに島田翔という少年が転校してくる。彼はヴァイオリンの天才だったのだ。そんなある日、せりのは彼女の誕生日に翔が来てくれないことに嫌気がさして、愛子は翔に話をつけてくるが、『行かない』と言い出して、愛子と喧嘩してしまう。愛子は激怒し、さらにスパンクは愛子に翔の家の出入りを禁じられ、ショックを受けてしまう。しかし、そんな夜、アンナが行方不明となってしまう・・・。

#### 映画版の登場人物
島田 翔（しまだしょう）
声 - 堤大二郎
愛子のクラスに転校してきた少年。母親がヴァイオリニストであることからヴァイオリンを弾くことが趣味。転校してきた当初は『友達はいらない』と生徒に対して冷たい態度を取っていたが、アンナの行方不明をきっかけに愛子と友達となる。後にヴァイオリンの勉強のためにニューヨークへ行くことが決まり、旅立っていった。
アンナ
声 - 佐々木るん
翔の飼い犬のメス犬だが、彼の母親は大の犬嫌いであるため、密かに車庫で世話をしていた。翔のヴァイオリンの音色に惚れて、翔の家にやってきた。その際、首輪に『ANNA』と書かれていたことから翔からもアンナと呼ぶようになる。元の飼い主はサンセット号という船にアンナと一緒に乗っていたが、嵐で船が沈没してしまい、それに巻き込まれて死んでしまう（アンナの方は太郎という犬に助けられたため、九死に一生を得た）。

#### 主題歌・挿入歌 (劇場版)
挿入歌 - 「ワンダー・フルフル」
作詞 - 荒木とよひさ / 作曲 - 馬飼野康二 / 編曲 - 馬飼野康二 / 歌 - 井上望
エンディングテーマ - 「哀しみよこんにちは」
作詞 - 荒木とよひさ / 作曲 - 馬飼野康二 / 編曲 - 馬飼野康二 / 歌 - 井上望

### DVD
2011年1月、TVシリーズのDVD BOXがキングレコードから発売。映画版DVDは2007年3月にエスピーオーから発売。

### ネット配信
トムス・エンタテインメントがYouTubeに開設している「TMSアニメ55周年公式チャンネル」より、2019年7月24日から第3話までが配信されている。

## 日本国外版
アニメは日本国外でも放映された。フランスではチプーヌ (Tipoune) と呼ばれ、第3話の名詞を差し出す場面でチプーヌ・スパンクと書かれている。愛子の名はクレール森村である。
イタリアでは名前はスパンクのままで、愛子がアイカ、せりのがセリーナなど、イタリア語の女性名詞に添って語尾をaに替えつつも、イタリア語で放送していても喋っている言葉や舞台は日本であることを意識している。1995年の再放送で改題し、その後の主題歌はイタリアの人気アニメソング歌手クリスティーナ・ダヴェーナが歌っている。
ほかドイツではクルト (Kurt) など、各国の犬の名前になっている。以下は各国でのタイトルである。
- イタリア Hello! Spank / Spank tenero rubacuori ハロー！スパンク／優しく心奪われるスパンク
- フランス Les Aventures de Claire et Tipoune クレールとチプーヌの冒険
- ドイツ Hallo Kurt!

## 補足
- なかよしオールスターズ めざせ学園アイドルという『なかよし』の創刊55周年のゲームに森村愛子が登場している。
- 携帯電話用のきせかえツール、マチキャラが製作されており購入して利用することが可能となっていた。
- 制作会社が同じである為か、ロボタン22話Aパートにて、ロボタンがおもちゃ屋に潜入した際スパンクが売り物のぬいぐるみとして登場している。またとんでモン・ペから、チリチリも売り物のぬいぐるみとして登場している。